# نورمان ماسترز
نورمان ماسترز (بالإنجليزية: Norm Masters)‏ هو لاعب كرة القدم الكندية أمريكي، ولد في 19 سبتمبر 1933 في ديترويت في الولايات المتحدة، وتوفي بنفس المكان في 19 أبريل 2011.

## وصلات خارجية
- نورمان ماسترز على موقع مرجع كرة القدم المحترفة.كوم (الإنجليزية)